# Teufelslöcher (Hochkönig)

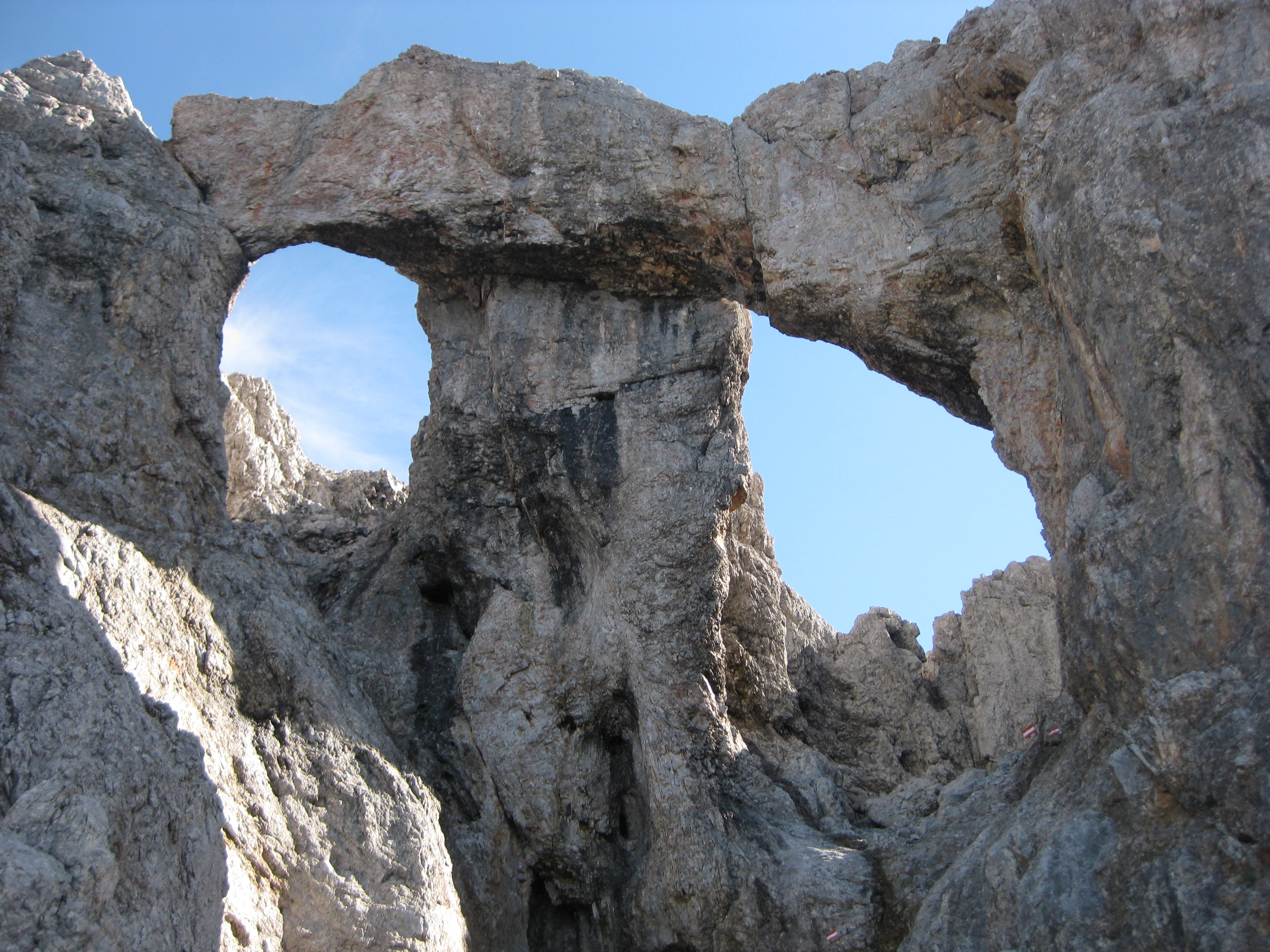
Teufelslöcher von Süden

Die Teufelslöcher sind zwei natürliche Felsentore auf rund 2700 m ü. A. im Hochkönigstock in den Berchtesgadener Alpen. Sie liegen zwischen Lamkopf und Hochseiler auf der Grenze zwischen den Bezirken Zell am See und St. Johann im Pongau im österreichischen Land Salzburg.
Durch das südöstliche Teufelsloch führt der Aufstieg von der Bertgenhütte zur Übergossenen Alm. Direkt oberhalb der Teufelslöcher teilt sich der Weg in Richtung Hochseiler, Niedere Torscharte (Herzogsteig) oder Hochkönig (Matrashaus).